# Rallye Sanremo 1977
Le Rallye Sanremo 1977 (19. Rallye San Remo), disputé du 4 au 8 octobre 1977, est la cinquantième manche du championnat du monde des rallyes (WRC) courue depuis 1973, et la neuvième manche du championnat du monde des rallyes 1977 (WRC). C'est également la quinzième des vingt épreuves de la Coupe FIA 1977 des pilotes de rallye, nouvellement créée.

## Contexte avant la course

### Le championnat du monde
Succédant en 1973 au championnat international des marques (organisé de 1970 à 1972), le championnat mondial des rallyes pour marques recense les plus grandes épreuves internationales, dont huit se disputant en Europe. Les manches sélectives sont réservées aux voitures des catégories suivantes :
- Groupe 1 : voitures de tourisme de série
- Groupe 2 : voitures de tourisme spéciales
- Groupe 3 : voitures de grand tourisme de série
- Groupe 4 : voitures de grand tourisme spéciales

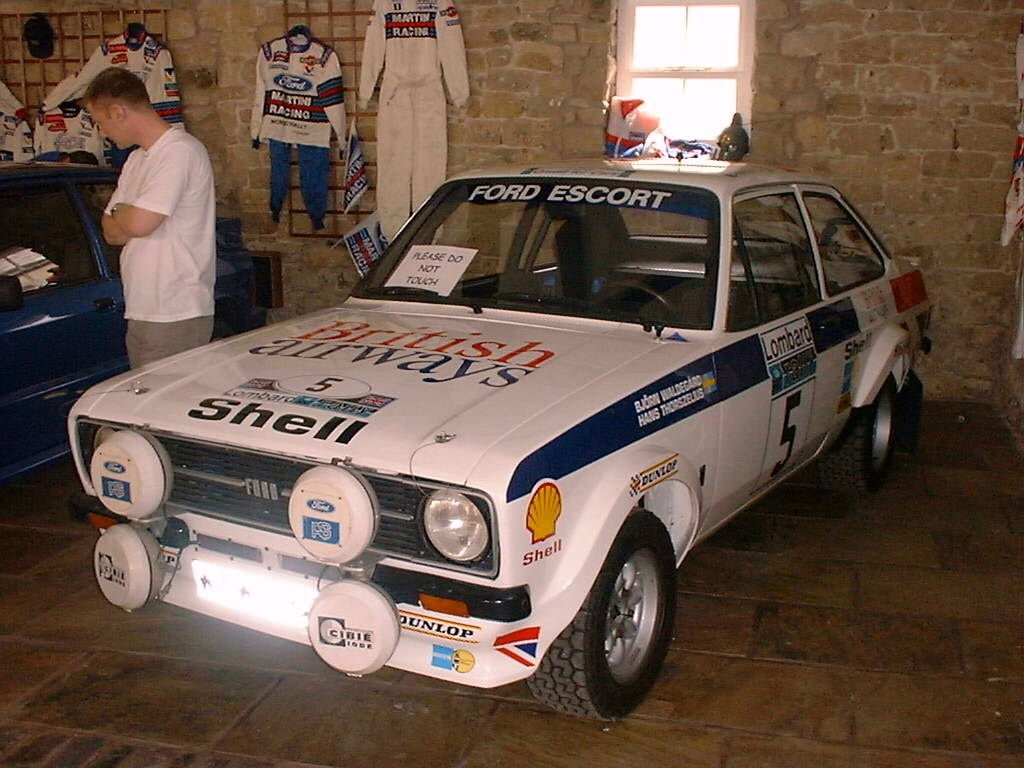
Après huit épreuves, Ford devance Fiat de deux points au championnat ; l'Escort RS1800 groupe 4 s'est imposée au Safari, en Grèce et en Finlande.

Après huit épreuves disputées, seulement deux points séparent Ford et Fiat, qui comptent trois victoires chacun cette saison, au classement provisoire du championnat. Ces deux grands constructeurs sont les seuls à disputer l'intégralité des épreuves, les autres marques impliquées telles Lancia, Toyota, Datsun, Saab ou Opel limitant leurs engagements officiels aux manches susceptibles de leur apporter des retombées commerciales.

#### Coupe FIA des pilotes
Pour la saison 1977, la FIA a également instauré une Coupe des pilotes, prenant en compte les résultats des onze manches mondiales ainsi que ceux de cinq rallyes du championnat d'Europe et de quatre autres épreuves internationales.

### L'épreuve
Cette épreuve italienne fut créée en 1928, mais ne fut organisée qu'à deux reprises avant la Seconde Guerre mondiale, sous le nom de Rally dei Fiori (Rallye des Fleurs). Ce n'est qu'en 1961 qu'elle réapparut, à l'initiative de clubs automobiles locaux. En 1968, son appellation devint Rallye Sanremo, puis Sanremo-Sestriere en 1970, et à nouveau Rallye Sanremo en 1972. Il en résulte une certaine confusion dans le décompte des éditions : bien qu'organisée pour la dix-neuvième fois, l'épreuve est considérée comme le quinzième rallye Sanremo par les organisateurs, qui n’intègrent pas les deux épreuves d'avant-guerre ni les deux Sanremo-Sestriere. Pour 1977, seules les spéciales sur asphalte ont été conservées, les rares tronçons sur terre étant désormais neutralisés. La Lancia Stratos, victorieuse en 1974, 1975 et 1976, semble constituer l'arme absolue sur ce parcours.

## Le parcours
- départ : 4 octobre 1977 de Sanremo
- arrivée : 8 octobre 1977 à Sanremo

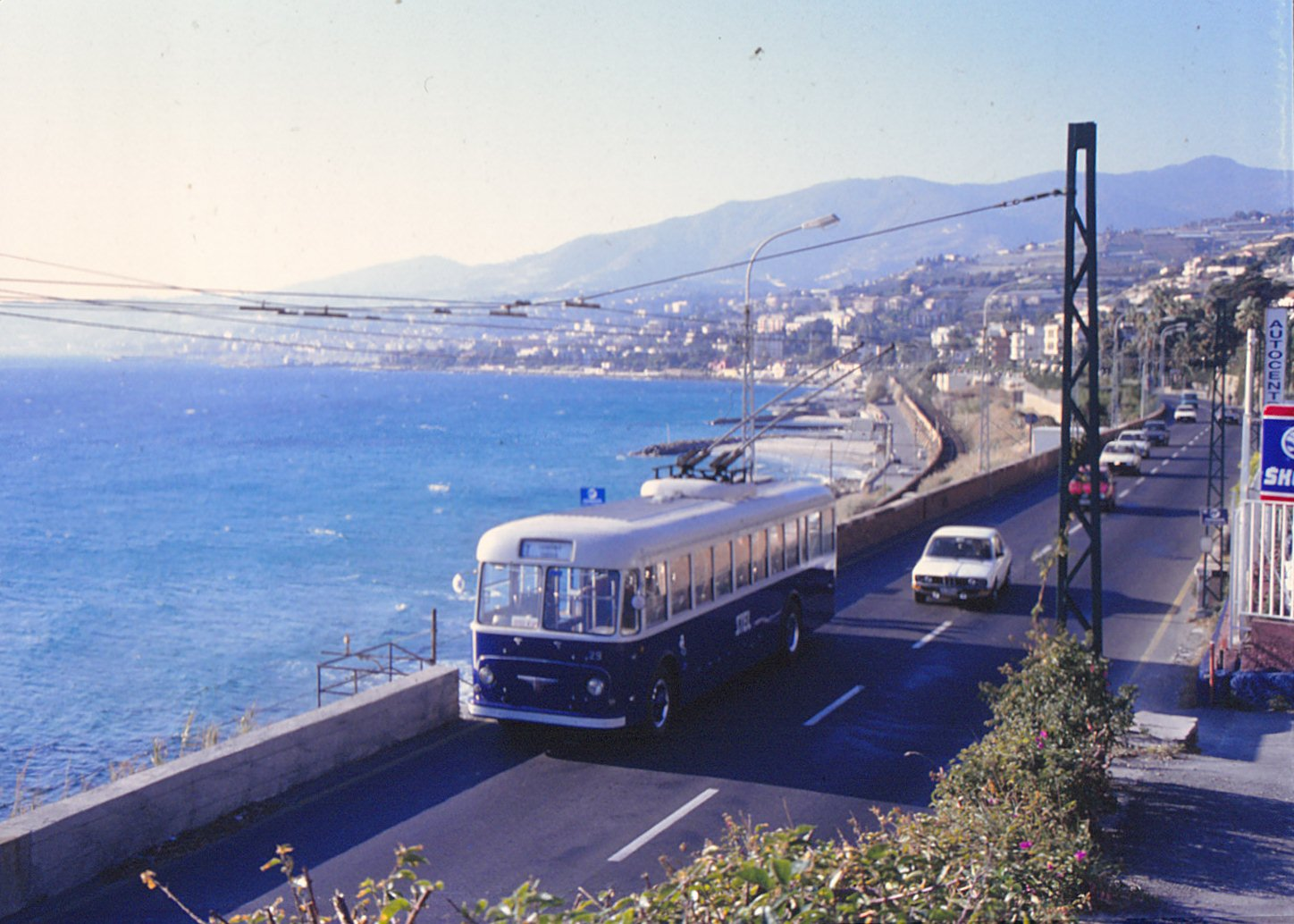
Le site de Sanremo, en Ligurie

- distance : 1 608 km dont 828,65 km sur 30 épreuves spéciales (33 épreuves initialement prévues, pour un total de 867,35 km chronométrés)
- surface : asphalte
- Parcours divisé en trois étapes[3]

### Première étape
- Sanremo - Sanremo, du 4 au 5 octobre
- distance : 253,5 km sur 9 épreuves spéciales

### Deuxième étape
- Sanremo - Sanremo, du 5 au 6 octobre
- distance : 238,8 km sur 11 épreuves spéciales (14 épreuves initialement prévues, pour un total de 277,5 km chronométrés)

### Troisième étape
- Sanremo - Sanremo, du 7 au 8 octobre
- distance : 336,35 km sur 10 épreuves spéciales

## Les forces en présence
- Fiat

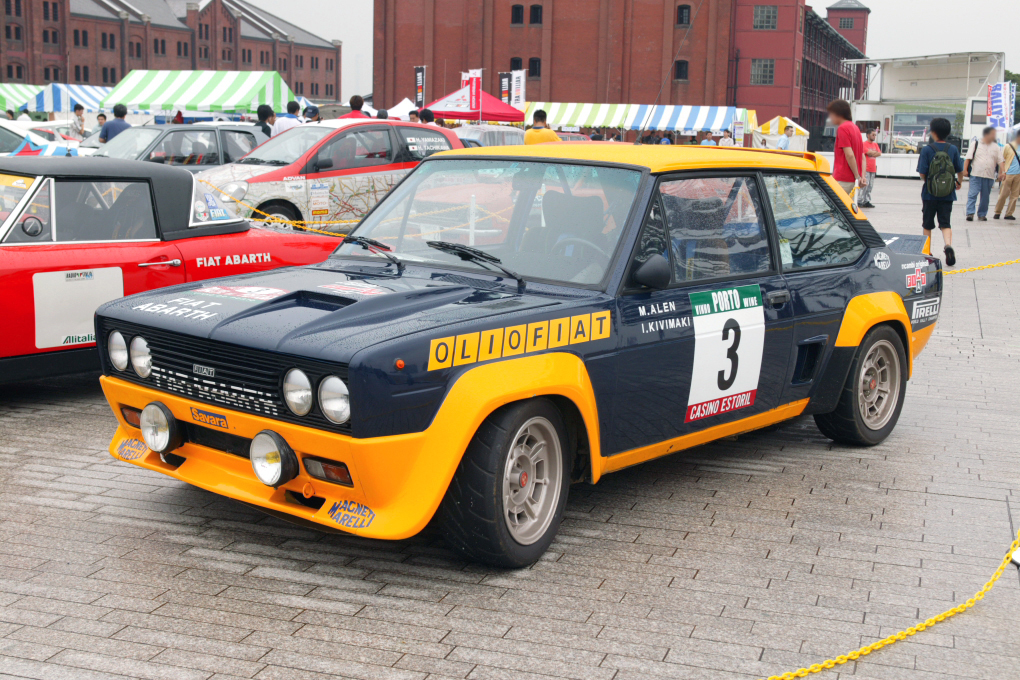
Une Fiat 131 Abarth groupe 4 aux couleurs Oliofiat lors d'une manifestation historique.

Le constructeur italien est en position de force pour son épreuve nationale : en plus des trois 131 Abarth groupe 4 officielles aux couleurs 'Oliofiat', confiées à Maurizio Verini, Fulvio Bacchelli et Walter Röhrl, on trouve également celle de l'écurie Fiat-France aux mains de Jean-Claude Andruet, ainsi que les quatre engagées par le Jolly Club pour 'Tony', Giuseppe Bertolo, Livio Lorenzelli et Maurizio Bonamico. Les 131 Abarth sont équipées d'un moteur quatre cylindres de deux litres de cylindrée à culasse à seize soupapes et système d'injection Kugelfischer. Les trois voitures officielles, équipées d'un carter sec, sont données pour 235 chevaux, soit une dizaine de plus que les voitures des écuries privées, à carter humide.
- Ford

Face aux huit Fiat officielles ou semi-officielles, seules deux Escort RS1800 groupe 4 ont été engagées par le constructeur alors en tête du championnat. Celle confiée à Björn Waldegård a été spécialement réalisée pour l'asphalte (centre de gravité abaissé, combinés ressorts-amortisseurs spécifiques) et ne pèse que 910 kg. Son moteur quatre cylindres seize soupapes de deux litres de cylindrée alimenté par deux carburateurs double-corps a été poussé à 260 chevaux. La seconde, confiée à Ari Vatanen (qui va disputer sa première épreuve sur goudron), est une classique version terre, plus lourde (près d'une tonne), reconditionnée pour l'asphalte (suspensions modifiées), dont le moteur délivre 245 chevaux. On note également la présence de Beny Fernández au volant d'une Escort groupe 4 (version terre, 1020 kg, 235 chevaux) engagée par l'écurie espagnole Reverter-Competición. La marque vise également la victoire en groupe 1 avec l'Escort RS2000 engagée par Ford-Italie pour Roberto Cambiaghi.
- Lancia

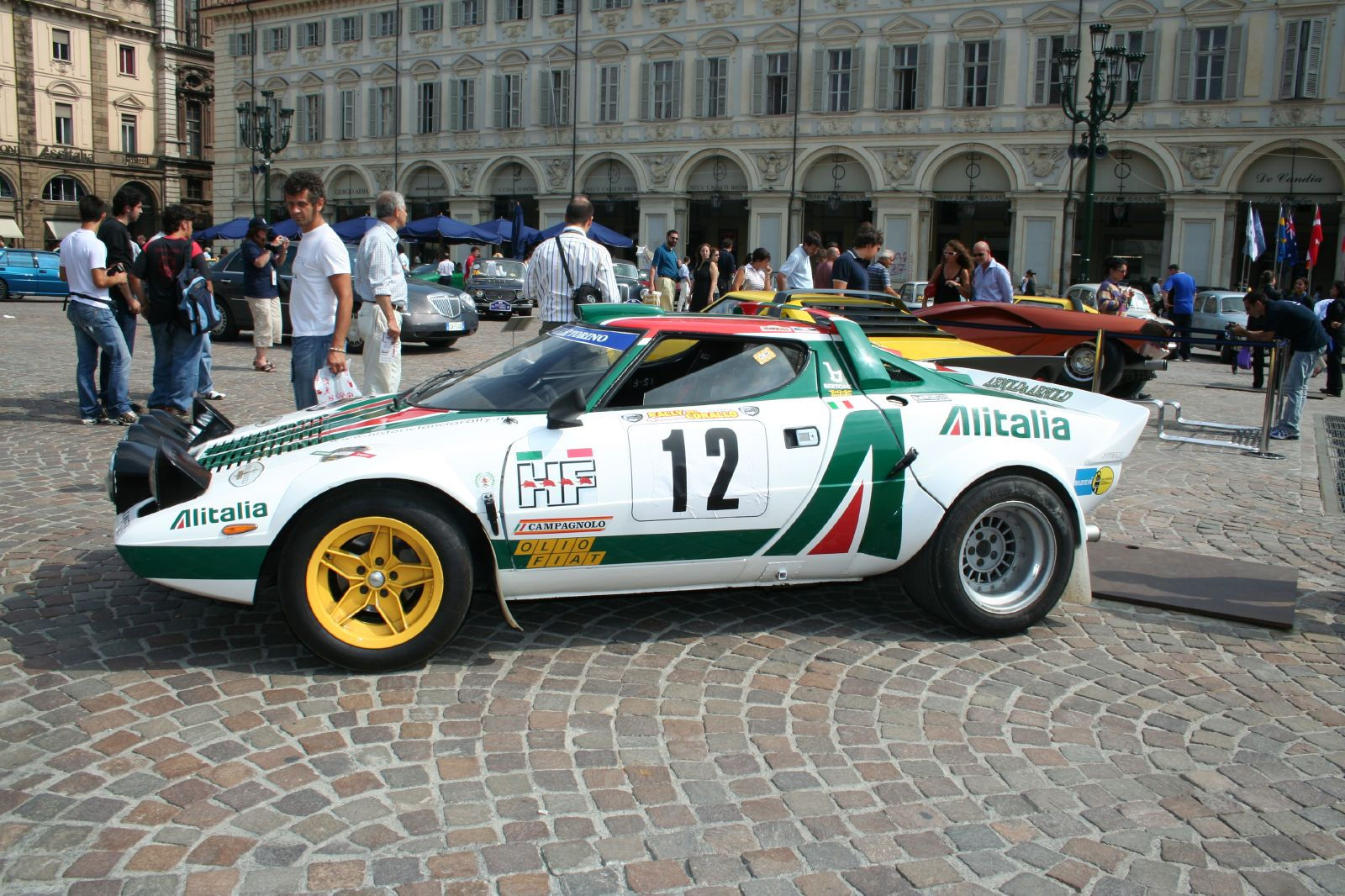
Une Lancia Stratos HF groupe 4 lors d'une manifestation historique.

L'objectif de Fiat étant d'empêcher Ford de marquer des points au championnat, le groupe a largement fait appel à la marque sœur Lancia qui engage quatre Stratos HF groupe 4 (930 kg, moteur central V6 24 soupapes de 2400 cm3, alimenté par trois carburateurs double-corps développant 280 chevaux). Elles sont confiées à Sandro Munari, Raffaele Pinto, Mauro Pregliasco et Tony Carello. Victorieuses des trois dernières éditions, les Stratos sont les favorites de la course.
- Opel

Le constructeur allemand est largement représenté en groupe 1 et en groupe 2, la Kadett GT/E étant très prisée par les pilotes privés dans ces catégories. Les meilleurs représentants de la marque disposent de voitures préparées par Conrero. En groupe 2, ces voitures de 950 kg affichent une puissance de 170 chevaux. Federico Ormezzano, Angelo Presotto et 'Lucky' sont les favoris de cette catégorie. Parmi les nombreuses Kadett engagées en groupe 1, c'est la voiture de Dario Cerrato qui a les faveurs du public. Amilcare Ballestrieri dispose quant à lui de la seule version groupe 4 engagée, d'une puissance de l'ordre de 220 chevaux.
- Renault

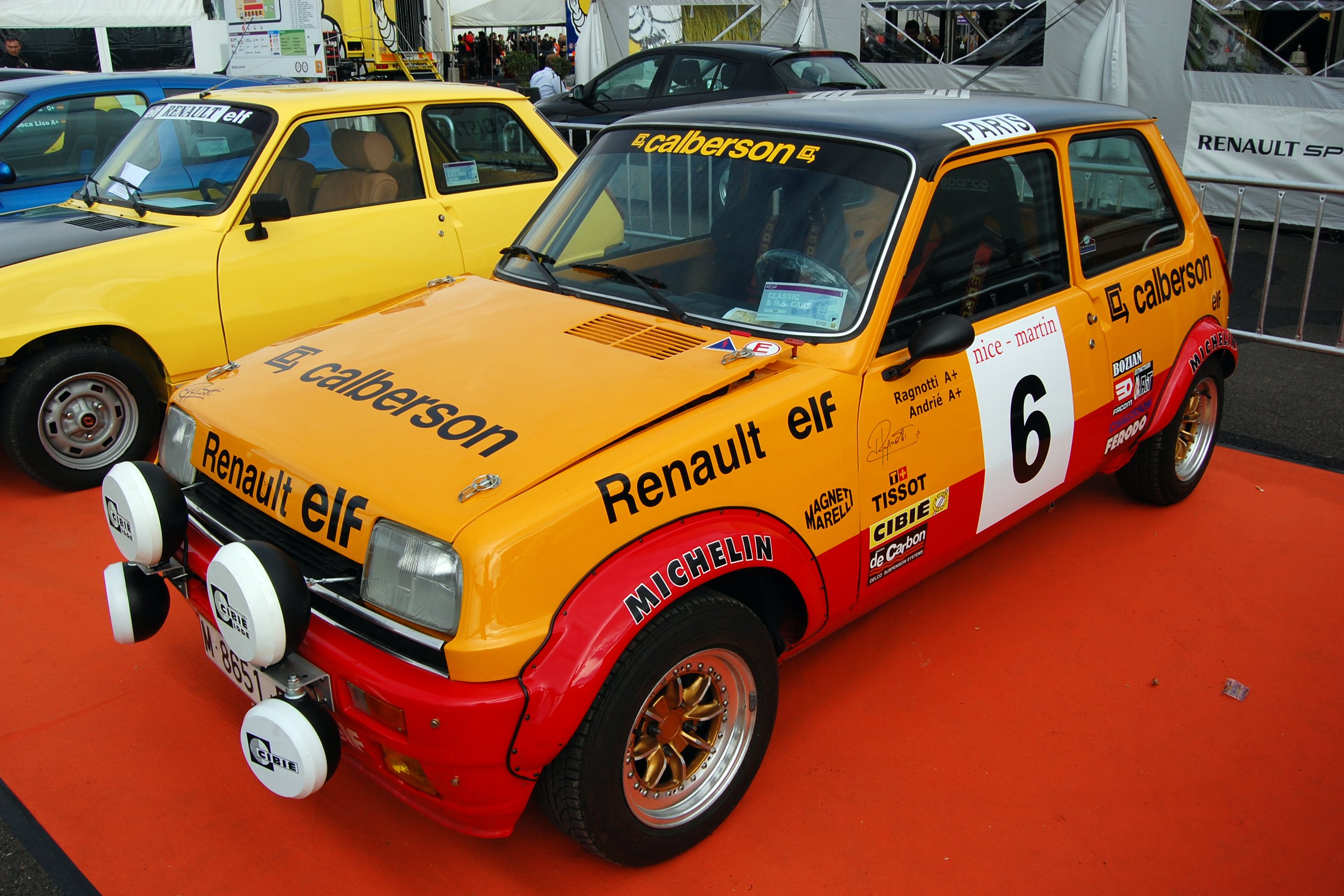
La 5 Alpine groupe 2 de Jean Ragnotti, exposée sur un stand Renault.

Renault Sport effectue son retour en championnat avec deux petites R5 Alpine groupe 2 (860 kg, 138 chevaux). Confiées à Jean Ragnotti et Guy Fréquelin, elles peuvent inquiéter les Opel dans leur catégorie en cas de conditions de course difficiles.
- Porsche

La victoire en groupe 3 devrait se jouer entre les trois Porsche Carrera de Christian Gardavot, Giorgio Taufer et Gérard Swaton.

## Déroulement de la course

### Première étape
Les concurrents prennent le départ dans la soirée du mardi, sur des routes parfaitement sèches. Le parcours favorise les voitures les plus puissantes ; fortes de leurs 280 chevaux, les Lancia Stratos s'imposent au sommet de la hiérarchie dès la première épreuve spéciale, Sandro Munari réalisant le meilleur temps. Ses coéquipiers Mauro Pregliasco et Tony Carello sont toutefois devancés par Walter Röhrl qui au volant de sa Fiat 131 Abarth ne concède que trois secondes à Munari. La Scuderia Lancia a déjà perdu une de ses quatre voitures, Raffaele Pinto ayant dû abandonner, suspension arrière cassée après un tête-à-queue suivi d'une touchette. Après le second secteur chronométré, les trois Lancia de Munari, Carello et Pregliasco occupent les trois premières places, car Röhrl a abandonné sur sortie de route, s’étant fait surprendre sur du gravier. Bien que sa Ford Escort ne soit pas optimisée pour l'asphalte (suspensions trop souples) Björn Waldegård occupe alors la quatrième position juste devant les quatre Fiat de Maurizio Verini, 'Tony', Fulvio Bacchelli et Jean-Claude Andruet. Ce dernier, découvrant l'épreuve, est parti prudemment mais va progressivement hausser le rythme, prenant bientôt l'ascendant sur ses coéquipiers. À la mi-étape, il est quatrième derrière les trois Stratos (Munari dominant largement l'épreuve alors que Carello et Pregliasco se disputent la seconde place), tandis que Waldegård, handicapé par des problèmes de freins, est retombé en sixième position. Sur la seconde Escort, Ari Vatanen, retardé depuis le départ par une mauvaise répartition du freinage, accuse déjà plus de sept minutes de retard. Personne ne semble pouvoir menacer les Lancia, mais dans la dernière spéciale avant le retour à Sanremo, Pregliasco casse une rotule de suspension et perd près de neuf minutes, chutant en neuvième position. Munari, qui a réalisé un véritable festival au cours de cette première nuit, s'imposant dans toutes les spéciales, achève l'étape avec une confortable avance sur Carello, relégué à plus de deux minutes et demie. Andruet, troisième, compte près de trois minutes et demie de retard sur l'homme de tête, devançant ses coéquipiers Verini et Bacchelli et la Ford de Waldegård. Le groupe 2 est dominé par Ormezzano, dixième du classement général au volant de son Opel Kadett GT/E.
| Pos. | Pilote              | Copilote             | Voiture            | Groupe | Temps           | Écart         |
| ---- | ------------------- | -------------------- | ------------------ | ------ | --------------- | ------------- |
| 1    | Sandro Munari       | Piero Sodano         | Lancia Stratos HF  | 4      | 2 h 55 min 51 s |               |
| 2    | Tony Carello        | Maurizio Perissinot  | Lancia Stratos HF  | 4      | 2 h 58 min 23 s | + 2 min 32 s  |
| 3    | Jean-Claude Andruet | Christian Delferrier | Fiat 131 Abarth    | 4      | 2 h 59 min 15 s | + 3 min 24 s  |
| 4    | Maurizio Verini     | Bruno Scabini        | Fiat 131 Abarth    | 4      | 2 h 59 min 44 s | + 3 min 53 s  |
| 5    | Fulvio Bacchelli    | Francesco Rossetti   | Fiat 131 Abarth    | 4      | 3 h 00 min 07 s | + 4 min 16 s  |
| 6    | Björn Waldegård     | Hans Thorszelius     | Ford Escort RS1800 | 4      | 3 h 00 min 12 s | + 4 min 21 s  |
| 7    | 'Tony'              | Mauro Mannini        | Fiat 131 Abarth    | 4      | 3 h 02 min 34 s | + 6 min 43 s  |
| 8    | Ari Vatanen         | Peter Bryant         | Ford Escort RS1800 | 4      | 3 h 06 min 19 s | + 10 min 28 s |
| 9    | Mauro Pregliasco    | Vittorio Reisoli     | Lancia Stratos HF  | 4      | 3 h 07 min 10 s | + 11 min 19 s |
| 10   | Federico Ormezzano  | Renato Meiohas       | Opel Kadett GT/E   | 2      | 3 h 08 min 57 s | + 13 min 06 s |

### Deuxième étape
Les conditions de course changent totalement au départ de la seconde étape : pluie et nappes brouillard ont fait leur apparition, et la chaussée s'avère particulièrement glissante. Un coup de théâtre se produit dès le premier secteur chronométré, où Munari abandonne, boîte de vitesses cassée. Son coéquipier Carello le relaie à la première place, comptant près d'une minute d'avance sur Andruet. Très à l'aise sur le mouillé, ce dernier va alors enchaîner les meilleurs temps, réduisant progressivement son retard. Vatanen est sorti de la route, son abandon laissant Waldegård seul pour défendre les couleurs de Ford. Profitant des conditions difficiles et de la mise hors-course de Bacchelli après accident, le pilote suédois est remonté en quatrième position, mais son retard ne lui permet plus de viser la victoire. Au départ du tronçon de Quazzo, le brouillard est très dense et les organisateurs envisagent l'annulation de la spéciale. Elle est finalement maintenue, et Carello est le premier à s'élancer, après une longue attente sur la ligne de départ. Passablement énervé, le pilote italien sort violemment de la route dans les premiers lacets, juste après un dos d'âne. L'équipage est indemne, mais la Stratos est détruite. Jean Ragnotti réalise des prouesses dans ce secteur avec sa petite Renault 5 groupe 2, rattrapant en douze kilomètres la puissante Lancia de Pregliasco partie une minute devant ! À la surprise générale, le pilote français s'adjuge le meilleur temps, battant Andruet de dix-sept secondes. Ce dernier prend la tête de la course, devant son coéquipier Verini, tandis que Waldegård grimpe à la troisième place, mais à plus de cinq minutes du leader. L'exploit de Ragnotti lui permet de revenir à une minute d'Ormezzano et de briguer la victoire en groupe 2.
Andruet consolide sa position dans le secteur de Scavajon, dans lequel il réalise le meilleur temps, portant son avance sur Verini à près d'une minute. Victime d'un blocage du différentiel, Waldegård percute un mur, endommageant l'arrière de son Escort. Cet incident va lui coûter une dizaine de minutes, le pilote suédois rétrogradant à la cinquième place derrière 'Tony' et Pregliasco. Afin de rattraper le retard pris sur l'horaire initial, les organisateurs décident d'annuler les trois spéciales suivantes. Il reste alors trois épreuves chronométrées avant de rejoindre le parc fermé de Sanremo. Andruet augmente encore son avance dans les deux premières, mais dans la dernière il crève à deux reprises, perdant plus de deux minutes et la tête de la course au profit de Verini qui achève l'étape avec plus d'une minute d'avance sur son coéquipier. Au sein de la direction sportive du groupe Fiat, les consignes sont claires : pas de lutte fratricide ! Andruet connaît les règles et se résigne dès lors à assurer la seconde place. La marque italienne est désormais idéalement placée dans l'optique du championnat, avec trois voitures aux trois premières places, tandis que la Lancia de Pregliasco devance toujours la Ford de Waldegård. La lutte est toujours incertaine en groupe 2, la victoire se jouant entre Ormezzano (sixième au général) et Ragnotti qui le suit à un peu plus d'une minute.
| Pos. | Pilote              | Copilote             | Voiture            | Groupe | Temps           | Écart         |
| ---- | ------------------- | -------------------- | ------------------ | ------ | --------------- | ------------- |
| 1    | Maurizio Verini     | Bruno Scabini        | Fiat 131 Abarth    | 4      | 6 h 02 min 25 s |               |
| 2    | Jean-Claude Andruet | Christian Delferrier | Fiat 131 Abarth    | 4      | 6 h 03 min 38 s | + 1 min 13 s  |
| 3    | 'Tony'              | Mauro Mannini        | Fiat 131 Abarth    | 4      | 6 h 09 min 04 s | + 6 min 39 s  |
| 4    | Mauro Pregliasco    | Vittorio Reisoli     | Lancia Stratos HF  | 4      | 6 h 15 min 36 s | + 13 min 11 s |
| 5    | Björn Waldegård     | Hans Thorszelius     | Ford Escort RS1800 | 4      | 6 h 15 min 43 s | + 13 min 18 s |
| 6    | Federico Ormezzano  | Renato Meiohas       | Opel Kadett GT/E   | 2      | 6 h 20 min 16 s | + 17 min 51 s |
| 7    | Jean Ragnotti       | Jean-Marc Andrié     | Renault 5 Alpine   | 2      | 6 h 21 min 35 s | + 19 min 10 s |
| 8    | Giuseppe Bertolo    | Roberto Colucci      | Fiat 131 Abarth    | 4      | 6 h 33 min 33 s | + 31 min 08 s |
| 9    | Angelo Presotto     | Mirko Perissuti      | Opel Kadett GT/E   | 2      | 6 h 33 min 53 s | + 31 min 28 s |
| 10   | Dario Cerrato       | Luciano Guizzardi    | Opel Kadett GT/E   | 1      | 6 h 38 min 37 s | + 36 min 12 s |

### Troisième étape

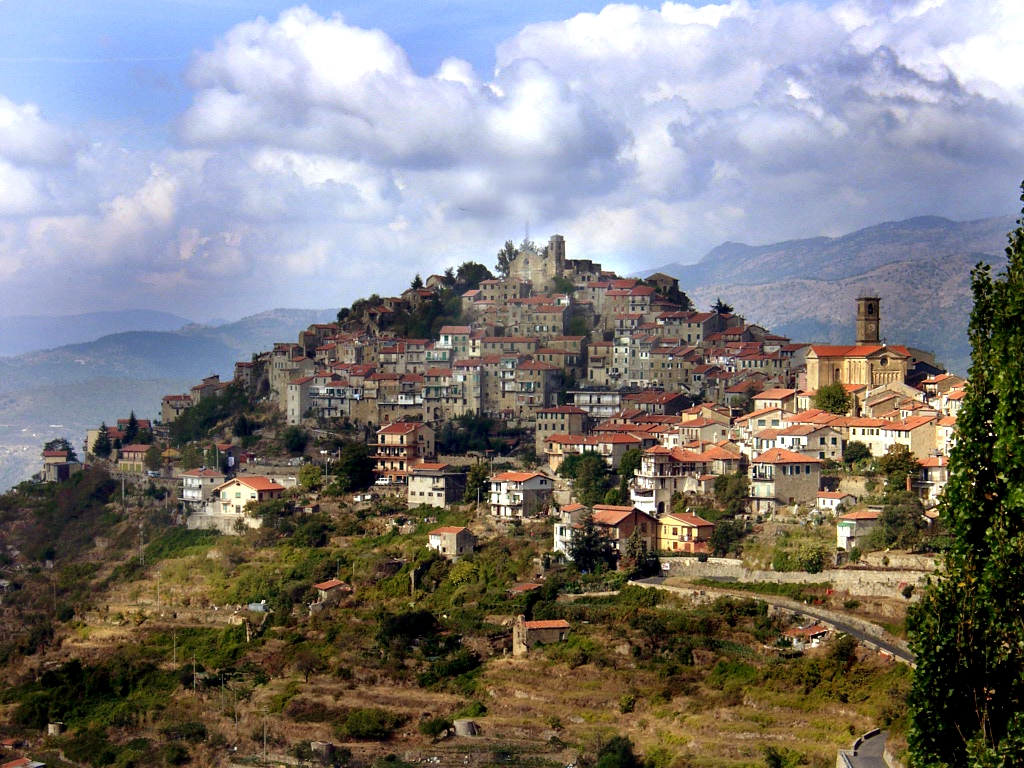
Bajardo, sur le parcours de la dernière étape.

Les routes sont toujours glissantes au départ de la troisième étape. Sauf incident, la victoire ne doit pas échapper à Verini, les directives du groupe le protégeant d'une attaque de ses coéquipiers. Les résultats de la première spéciale confirment le respect de la discipline d'équipe, Andruet se contentant du dixième temps. L'intérêt de la course se reporte sur la lutte pour la quatrième place entre Pregliasco et Waldegård, seulement séparés de sept secondes, ainsi que la bataille entre Ormezzano et Ragnotti en groupe 2. Dans la première spéciale de la journée, Ragnotti parvient à reprendre plus d'une minute à Ormezzano, revenant à huit petites secondes du leader de la catégorie. Mais dans la suivante, le pilote Renault part en aquaplanage et touche une bordure ; un pneu est crevé et un bras de suspension arrière endommagé. La Renault 5 pourra repartir, mais dix minutes ont été perdues et le pilote français va dès lors assurer sa position au volant d'une voiture au comportement détérioré. De son côté, très habile dans les faibles conditions d'adhérence, Waldegård parvient à prendre un léger avantage sur la Lancia de Pregliasco dans le secteur de Ponte dei Passi, avantage qu'il va réussir à préserver dans les secteurs suivants, jusqu'à ce qu'une crevaison annihile ses efforts. Mais c'est au niveau de la course en tête que l'incertitude est réapparue : peu après l'arrivée de la vingt-huitième épreuve chronométrée, Verini a dû faire changer le différentiel de sa Fiat Abarth. Malgré la célérité des mécaniciens de l'équipe, l'opération lui coûte deux minutes de pénalisation routière, le reléguant à la seconde place à trente-neuf secondes d'Andruet, remis en selle pour la victoire finale. Confiant dans la discipline d'équipe, ce dernier aborde le tronçon suivant sans attaquer outre mesure. Mais Verini, sur ses terres, est loin d'avoir abdiqué : oubliant les consignes, il se donne à fond dans le tronçon suivant où il réalise un chrono presque aussi rapide que ceux de Pregliasco et Waldegård, alors en pleine bagarre pour la quatrième place. Sur un peu plus de dix kilomètres, le pilote italien a repris vingt-cinq secondes à son coéquipier. Puis dans l'avant-dernier passage de Langan il réalise le meilleur temps et ne compte plus que cinq secondes de retard. Andruet réalise alors le manque de fair-play de son adversaire et hausse légèrement le rythme ; pas assez cependant pour empêcher son adversaire, qui continue à prendre des risques au mépris du résultat d'équipe, de le devancer de onze secondes à l'issue de la spéciale de Bajardo. Il faudra toute la diplomatie et la force de persuasion du directeur sportif Daniele Audetto pour faire comprendre à Verini qu'il devait lui aussi jouer le jeu et qu'une victoire acquise dans ces conditions n'aurait aucune valeur sur le plan sportif, et le pilote italien, ramené à la raison, s'inclinera finalement dans la toute dernière spéciale. C'est dans cette ambiance électrique qu'Andruet remporte l'épreuve, Verini et 'Tony' complétant le triplé de l'équipe Fiat, qui reprend la tête au championnat à Ford, seulement cinquième de l'épreuve derrière la Lancia de Pregliasco. Sans adversaire direct après la touchette de Ragnotti, Ormezzano prend la sixième place et remporte le groupe 2. Gardavot termine dixième sur sa Porsche après avoir dominé le groupe 3 de bout en bout, tandis que la victoire en groupe 1 revient à l'Escort de Cambiaghi, onzième du classement général ; longtemps leader de la catégorie sur son Opel Kadett, Dario Cerrato est sorti de la route au début de cette dernière étape.

### Classements intermédiaires
Classements intermédiaires des pilotes après chaque épreuve spéciale

### Classement général
| Pos | No | Pilote              | Copilote             | Voiture               | Temps            | Écart             | Groupe |
| --- | -- | ------------------- | -------------------- | --------------------- | ---------------- | ----------------- | ------ |
| 1   | 9  | Jean-Claude Andruet | Christian Delferrier | Fiat 131 Abarth       | 10 h 27 min 43 s |                   | 4      |
| 2   | 7  | Maurizio Verini     | Bruno Scabini        | Fiat 131 Abarth       | 10 h 29 min 40 s | + 1 min 57 s      | 4      |
| 3   | 14 | 'Tony'              | Mauro Mannini        | Fiat 131 Abarth       | 10 h 36 min 30 s | + 8 min 47 s      | 4      |
| 4   | 10 | Mauro Pregliasco    | Vittorio Reisoli     | Lancia Stratos HF     | 10 h 38 min 30 s | + 10 min 47 s     | 4      |
| 5   | 1  | Björn Waldegård     | Hans Thorszelius     | Ford Escort RS1800    | 10 h 41 min 19 s | + 13 min 36 s     | 4      |
| 6   | 20 | Federico Ormezzano  | Renato Meiohas       | Opel Kadett GT/E      | 10 h 57 min 01 s | + 29 min 18 s     | 2      |
| 7   | 23 | Jean Ragnotti       | Jean-Marc Andrié     | Renault 5 Alpine      | 11 h 08 min 48 s | + 41 min 05 s     | 2      |
| 8   | 25 | Angelo Presotto     | Mirko Perissuti      | Opel Kadett GT/E      | 11 h 21 min 22 s | + 53 min 39 s     | 2      |
| 9   | 29 | Orlando Dall'Ava    | Alberto Russo        | Alfa Romeo Alfetta GT | 11 h 29 min 50 s | + 1 h 02 min 07 s | 2      |
| 10  | 38 | Christian Gardavot  | Gérard Otto          | Porsche Carrera       | 11 h 32 min 43 s | + 1 h 05 min 00 s | 3      |

### Hommes de tête
- ES1 à ES9 :  Sandro Munari -  Piero Sodano (Lancia Stratos HF)
- ES10 à ES15 :  Tony Carello -  Maurizio Perissinot (Lancia Stratos HF)
- ES16 à ES22 :  Jean-Claude Andruet -  Christian Delferrier (Fiat 131 Abarth)
- ES23 à ES28 :  Maurizio Verini -  Bruno Scabini (Fiat 131 Abarth)
- ES29 à ES30 :  Jean-Claude Andruet -  Christian Delferrier (Fiat 131 Abarth)
- ES31 à ES32 :  Maurizio Verini -  Bruno Scabini (Fiat 131 Abarth)
- ES33 :  Jean-Claude Andruet -  Christian Delferrier (Fiat 131 Abarth)

### Vainqueurs d'épreuves spéciales
- Sandro Munari -  Piero Sodano (Lancia Stratos HF) : 9 spéciales (ES 1 à 9)
- Jean-Claude Andruet -  Christian Delferrier (Fiat 131 Abarth) : 7 spéciales (ES 12 à 15, 17, 25, 26)
- Mauro Pregliasco -  Vittorio Reisoli (Lancia Stratos HF) : 6 spéciales (ES 21, 23, 29, 31 à 33)
- Björn Waldegård -  Hans Thorszelius (Ford Escort RS1800) : 3 spéciales (ES 22, 27, 28)
- Maurizio Verini -  Bruno Scabini (Fiat 131 Abarth) : 2 spéciales (ES 10, 30)
- Tony Carello -  Maurizio Perissinot (Lancia Stratos HF) : 1 spéciale (ES 11)
- Jean Ragnotti -  Jean-Marc Andrié (Renault 5 Alpine) : 1 spéciale (ES 16)
- 'Tony' -  Mauro Mannini (Fiat 131 Abarth) : 1 spéciale (ES 24)

## Résultats des principaux engagés
| No | Pilote                | Copilote              | Voiture               | Groupe | Classement général                             | Class. groupe |
| -- | --------------------- | --------------------- | --------------------- | ------ | ---------------------------------------------- | ------------- |
| 1  | Björn Waldegård       | Hans Thorszelius      | Ford Escort RS1800    | 4      | 5e à 13 min 36 s                               | 5e            |
| 2  | Sandro Munari         | Piero Sodano          | Lancia Stratos HF     | 4      | ab. dans la 10e spéciale (boîte de vitesses)   | -             |
| 3  | Fulvio Bacchelli      | Francesco Rossetti    | Fiat 131 Abarth       | 4      | ab. dans la 14e spéciale (accident)            | -             |
| 4  | Raffaele Pinto        | Arnaldo Bernacchini   | Lancia Stratos HF     | 4      | ab. dans la 1re spéciale (sortie de route)     | -             |
| 5  | Walter Röhrl          | Willi-Peter Pitz      | Fiat 131 Abarth       | 4      | ab. dans la 2e spéciale (sortie de route)      | -             |
| 6  | Ari Vatanen           | Peter Bryant          | Ford Escort RS1800    | 4      | ab. dans la 11e spéciale (sortie de route)     | -             |
| 7  | Maurizio Verini       | Bruno Scabini         | Fiat 131 Abarth       | 4      | 2e à 1 min 57 s                                | 2e            |
| 8  | Amilcare Ballestrieri | 'Rudy'                | Opel Kadett GT/E      | 4      | ab. dans la 5e spéciale (sortie de route)      | -             |
| 9  | Jean-Claude Andruet   | Christian Delferrier  | Fiat 131 Abarth       | 4      | 1er                                            | 1er           |
| 10 | Mauro Pregliasco      | Vittorio Reisoli      | Lancia Stratos HF     | 4      | 4e à 10 min 47 s                               | 4e            |
| 12 | Tony Carello          | Maurizio Perissinot   | Lancia Stratos HF     | 4      | ab. dans la 16e spéciale (sortie de route)     | -             |
| 14 | 'Tony'                | Mauro Mannini         | Fiat 131 Abarth       | 4      | 3e à 8 min 47 s                                | 3e            |
| 15 | Beny Fernández        | Paco Formoso          | Ford Escort RS1800    | 4      | ab. après la 1re spéciale (train avant ouvert) | -             |
| 16 | Guy Fréquelin         | Jacques Delaval       | Renault 5 Alpine      | 2      | ab. dans la 1re spéciale (alternateur)         | -             |
| 18 | Roberto Cambiaghi     | Emanuel Sanfront      | Ford Escort RS2000    | 1      | 11e à 1 h 09 min 37 s                          | 1er           |
| 20 | Federico Ormezzano    | Renato Meiohas        | Opel Kadett GT/E      | 2      | 6e à 29 min 18 s                               | 1er           |
| 22 | 'Lucky'               | Giovanni Braito       | Opel Kadett GT/E      | 2      | ab. dans la 1re étape (transmission)           | -             |
| 23 | Jean Ragnotti         | Jean-Marc Andrié      | Renault 5 Alpine      | 2      | 7e à 41 min 05 s                               | 2e            |
| 25 | Angelo Presotto       | Mirko Perissuti       | Opel Kadett GT/E      | 2      | 8e à 53 min 39 s                               | 3e            |
| 27 | Gérard Swaton         | Bernard Cordesse      | Porsche Carrera       | 3      | ab. dans la 1re étape (moteur)                 | -             |
| 28 | Giuseppe Bertolo      | Roberto Colucci       | Fiat 131 Abarth       | 4      | ab. au début de la 3e étape (électricité)      | -             |
| 29 | Orlando Dall'Ava      | Alberto Russo         | Alfa Romeo Alfetta GT | 2      | 9e à 1 h 02 min 07 s                           | 4e            |
| 30 | Dario Cerrato         | Luciano Guizzardi     | Opel Kadett GT/E      | 1      | ab. dans la 24e spéciale (sortie de route)     | -             |
| 31 | Giorgio Taufer        | Alessio Sartoretto    | Porsche Carrera       | 3      | ab. dans la 2e étape                           | -             |
| 38 | Christian Gardavot    | Gérard Otto           | Porsche Carrera       | 3      | 10e à 1 h 05 min 00 s                          | 1er           |
| 41 | Yves Loubet           | Jean-François Alemany | Opel Kadett GT/E      | 2      | ab. dans la 1re étape (pont arrière)           | -             |

## Classement du championnat à l'issue de la course
- attribution des points : 10, 9, 8, 7, 6, 5, 4, 3, 2, 1 respectivement aux dix premières marques de chaque épreuve, additionnés de 8, 7, 6, 5, 4, 3, 2, 1 respectivement aux huit premières de chaque groupe (seule la voiture la mieux classée de chaque constructeur marque des points). Les points de groupe ne sont attribués qu'aux concurrents ayant terminé dans les dix premiers au classement général.
- seuls les huit meilleurs résultats (sur onze épreuves) sont retenus pour le décompte final des points.

| Pos. | Marque         | Points | M-C  | SUE  | POR  | SAF  | NZL  | ACR  | FIN  | QUE  | SAN  | COR | RAC |
| ---- | -------------- | ------ | ---- | ---- | ---- | ---- | ---- | ---- | ---- | ---- | ---- | --- | --- |
| 1    | Fiat           | 130    | 9+7  | 7+7  | 10+8 | -    | 10+8 | 7+5  | 9+7  | 10+8 | 10+8 |     |     |
| 2    | Ford           | 124    | -    | 6+8  | 9+7  | 10+8 | 9+7  | 10+8 | 10+8 | 6+8  | 6+4  |     |     |
| 3    | Opel           | 64     | 1+8  | 9+8  | 5+8  | -    | -    | 2+2  | 4+4  | -    | 5+8  |     |     |
| 4    | Toyota         | 52     | -    | 4+6  | 8+6  | -    | 1+7  | -    | 7+5  | 1+7  | -    |     |     |
| 5    | Lancia         | 44     | 10+8 | -    | -    | 8+6  | -    | -    | -    | -    | 7+5  |     |     |
| 6    | Datsun         | 40     | -    | -    | -    | 9+7  | -    | 8+6  | -    | 2+8  | -    |     |     |
| 7    | Saab           | 28     | -    | 10+8 | -    | -    | -    | -    | -    | 6+4  | -    |     |     |
| 7=   | Mitsubishi     | 28     | -    | -    | -    | 7+5  | 2+1  | -    | -    | 5+8  | -    |     |     |
| 9    | Porsche        | 27     | 6+8  | -    | 2+2  | -    | -    | -    | -    | -    | 1+8  |     |     |
| 10   | Chrysler       | 24     | -    | -    | -    | -    | -    | 3+7  | 6+8  | -    | -    |     |     |
| 11   | Renault        | 18     | -    | -    | -    | -    | -    | 4+3  | -    | -    | 4+7  |     |     |
| 12   | Seat           | 14     | 8+6  | -    | -    | -    | -    | -    | -    | -    | -    |     |     |
| 13   | Citroën        | 13     | -    | -    | -    | -    | -    | 5+8  | -    | -    | -    |     |     |
| 14   | Triumph        | 12     | -    | -    | -    | -    | -    | -    | -    | 7+5  | -    |     |     |
| 15   | Mazda          | 10     | -    | -    | -    | -    | 6+4  | -    | -    | -    | -    |     |     |
| 15=  | Alpine-Renault | 10     | 3+7  | -    | -    | -    | -    | -    | -    | -    | -    |     |     |
| 17   | Volvo          | 8      | -    | 3+5  | -    | -    | -    | -    | -    | -    | -    |     |     |
| 18   | Alfa Romeo     | 7      | -    | -    | -    | -    | -    | -    | -    | -    | 2+5  |     |     |
| 18=  | Škoda          | 7      | -    | -    | -    | -    | -    | -    | 1+6  | -    | -    |     |     |
| 20   | Peugeot        | 6      | -    | -    | -    | 4+2  | -    | -    | -    | -    | -    |     |     |
| 21   | Lada           | 4      | -    | 1+3  | -    | -    | -    | -    | -    | -    | -    |     |     |

### Coupe FIA des pilotes
- attribution des points : 9, 6, 4, 3, 2, 1 respectivement aux six premiers de chaque épreuve. Sont retenus pour le décompte final les cinq meilleurs résultats des onze épreuves mondiales (catégorie A), les deux meilleurs résultats des cinq rallyes sélectifs du Championnat d'Europe (catégorie B) et les deux meilleurs résultats des quatre autres rallyes sélectifs (catégorie C).

| Pos. | Pilote              | Marque  | Points | M-C (A) | ARC (B) | SUE (A) | POR (A) | SAF (A) | NZL (A) | ACR (A) | GIR (C) | AFS (C) | POL (B) | FIN (A) | SM (B) | QUE (A) | TdF (B) | SAN (A) | AUS (C) | CAT (B) | COR (A) | RAC (A) | BAN (C) |
| ---- | ------------------- | ------- | ------ | ------- | ------- | ------- | ------- | ------- | ------- | ------- | ------- | ------- | ------- | ------- | ------ | ------- | ------- | ------- | ------- | ------- | ------- | ------- | ------- |
| 1    | Sandro Munari       | Lancia  | 31     | 9       | -       | -       | -       | 4       | -       | -       | -       | 9       | -       | -       | 9      | -       | -       | -       |         |         |         |         |         |
| 2    | Björn Waldegård     | Ford    | 30     | -       | -       | -       | 6       | 9       | -       | 9       | -       | -       | -       | 4       | -      | -       | -       | 2       |         |         |         |         |         |
| 3    | Bernard Darniche    | Lancia  | 18     | -       | -       | -       | -       | -       | -       | -       | -       | -       | 9       | -       | -      | -       | 9       | -       |         |         |         |         |         |
| 3=   | Jean-Claude Andruet | Fiat    | 18     | 6       | -       | -       | 3       | -       | -       | -       | -       | -       | -       | -       | -      | -       | -       | 9       |         |         |         |         |         |
| 5    | Ari Vatanen         | Ford    | 15     | -       | 9       | -       | -       | -       | 6       | -       | -       | -       | -       | -       | -      | -       | -       | -       |         |         |         |         |         |
| 5=   | Timo Salonen        | Fiat    | 15     | -       | -       | -       | -       | -       | -       | -       | -       | -       | -       | 6       | -      | 9       | -       | -       |         |         |         |         |         |
| 5=   | Simo Lampinen       | Fiat    | 15     | -       | -       | 3       | -       | -       | 3       | 3       | -       | -       | -       | -       | -      | 6       | -       | -       |         |         |         |         |         |
| 8    | Markku Alén         | Fiat    | 13     | -       | -       | -       | 9       | -       | 4       | -       | -       | -       | -       | -       | -      | -       | -       | -       |         |         |         |         |         |
| 8=   | Kyösti Hämäläinen   | Ford    | 13     | -       | 2       | 2       | -       | -       | -       | -       | -       | -       | -       | 9       | -      | -       | -       | -       |         |         |         |         |         |
| 10   | Maurizio Verini     | Fiat    | 12     | -       | -       | -       | 2       | -       | -       | -       | -       | -       | -       | -       | 4      | -       | -       | 6       |         |         |         |         |         |
| 11   | Antonio Zanini      | Seat    | 10     | 4       | -       | -       | -       | -       | -       | -       | -       | -       | 6       | -       | -      | -       | -       | -       |         |         |         |         |         |
| 11=  | Roger Clark         | Ford    | 10     | -       | -       | -       | -       | -       | -       | 6       | -       | -       | -       | -       | -      | 4       | -       | -       |         |         |         |         |         |
| 13   | Stig Blomqvist      | Saab    | 9      | -       | -       | 9       | -       | -       | -       | -       | -       | -       | -       | -       | -      | -       | -       | -       |         |         |         |         |         |
| 13=  | Fulvio Bacchelli    | Fiat    | 9      | -       | -       | -       | -       | -       | 9       | -       | -       | -       | -       | -       | -      | -       | -       | -       |         |         |         |         |         |
| 13=  | Vittorio Coggiola   | Porsche | 9      | -       | -       | -       | -       | -       | -       | -       | 9       | -       | -       | -       | -      | -       | -       | -       |         |         |         |         |         |
| 13=  | Mauro Pregliasco    | Lancia  | 9      | -       | -       | -       | -       | -       | -       | -       | -       | -       | -       | -       | 6      | -       | -       | 3       |         |         |         |         |         |

- À noter : le classement provisoire ci-dessus intègre le déclassement de la Ford de l'équipage Hettema-Boschof (initialement victorieuse du 'Total Rally South Africa'), à la suite d'une réclamation de la Scuderia Lancia, donnant la victoire sur tapis vert à la Lancia Stratos de Munari-Sodano. Les résultats de l'épreuve sud-africaine ne furent entérinés par la FIA qu'en février 1978[7]. Ci-dessous les scores effectifs après le Rallye Sanremo, prenant en compte la  victoire d'Hettema en Afrique du Sud, tels que publiés à l'issue de la course :

1er Björn Waldegård : 30 points

2e Sandro Munari : 28 points

3e Bernard Darniche et Jean-Claude Andruet : 18 points